# EPF - École d'ingénieurs
La EPF - École d'ingénieurs (ex École polytechnique féminine) è una scuola di ingegneria francese fondata nel 1925.
La scuola forma ingegneri con un profilo multidisciplinare, che lavorano in tutti i settori dell'industria e del settore dei servizi. Ogni coorte è composta da circa 350 studenti di istruzione generale, programmi di doppia laurea e insegnanti studenti.
L'EPF è un'università privata di interesse generale riconosciuta dallo stato con sede a Cachan, dal 2010 a Troyes e dal 2012 a Montpellier. La scuola è membro dell'Union des grandes écoles indépendantes (UGEI).
L'EPF è emerso nel 1994 dall'ex École polytechnique féminine (che non è mai stata affiliata all'École polytechnique) fondata nel 1925 da Marie-Louise Paris.

## Laureati famosi
- Astrid Guyart, una schermitrice francese, specializzata nel fioretto.